# Koninklijk Nederlandsch Genootschap voor Geslacht- en Wapenkunde

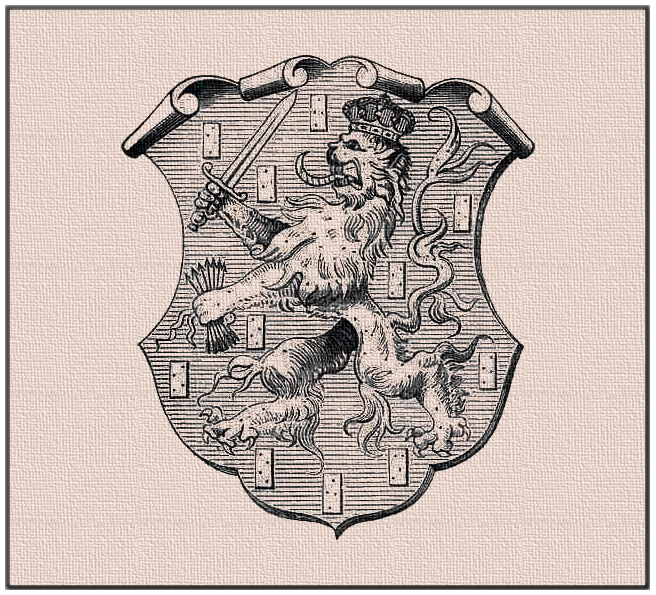
Het Koninklijk Nederlandsch Genootschap voor Geslacht- en Wapenkunde voert sinds 1883 als zijn beeldmerk een wapenschild met het Wapen van het Koninkrijk der Nederlanden

Het Koninklijk Nederlandsch Genootschap voor Geslacht- en Wapenkunde (KNGGW) is een Nederlandse vereniging voor de wetenschappelijke beoefening van genealogie en heraldiek. De vereniging bezit belangrijke collecties op het gebied van genealogie en heraldiek. De bekendste uitgave van het genootschap is het tijdschrift De Nederlandsche Leeuw.

## Geschiedenis
Het Genealogisch-Heraldiek Genootschap 'De Nederlandsche Leeuw' werd op 24 januari 1883 opgericht door een groep genealogen die de beoefening van de genealogie op een meer wetenschappelijke leest wilden schoeien dan tot dan toe gebruikelijk was. Sinds 1933 draagt de vereniging de naam Koninklijk Nederlandsch Genootschap voor Geslacht- en Wapenkunde. Bekende voorzitters waren onder meer jhr. mr. dr. Eeltjo Aldegondus van Beresteyn (1917-1918), jhr. mr. Frans Beelaerts van Blokland (1921-1927 en 1945-1953) en jhr. dr. Dirk Petrus Marius Graswinckel (1953-1959).

### Voorzitters
- 1883-1904 J.C. van der Muelen
- 1904-1906 W. Baron Snouckaert van Schauburg
- 1906-1909 J.D. Wagner (1ste periode)
- 1909-1917 Jhr. C.H.C.A. van Sypesteyn
- 1917-1918 Jhr. mr. dr. E.A. van Beresteyn
- 1918-1921 J.D. Wagner (2de periode)
- 1921-1927 Jhr. mr. F. Beelaerts van Blokland (1ste periode)
- 1927-1935 Jhr. dr. W.A. Beelaerts van Blokland
- 1935-1941 Dr. Th.R. Valck Lucassen
- 1941-1945 Jhr. dr. H.J.L.Th. van Rheineck Leyssius
- 1945-1953 Jhr. mr. F. Beelaerts van Blokland (2de periode)
- 1953-1959 Jhr. dr. D.P.M. Graswinckel
- 1959-1967 J.K.H. de Roo van Alderwerelt
- 1967-1973 Ir. C.M.R. Davidson
- 1973-1988 Drs. L.A.C.A.M. van Rijckevorsel
- 1988-1990 Mr. V.J.M. (Victor) Koningsberger
- 1990-1994 Jhr. mr. Th. (Theo) Sandberg
- 1994-1998 Jhr. ing.  T.J. (Tom) Versélewel de Witt Hamer (1ste periode)
- 1998-2002 Mr. dr. V.A.M. (Vincent) van der Burg
- 2002-2006 N.J.M. (Norbert) Biezen
- 2006-2010 Drs. H. (Hans) Aeijelts Averink
- 2010-2016 Jhr. ing. T.J. (Tom) Versélewel de Witt Hamer (2de periode)
- 2016-2019 Mr. drs. G.A.A. (Bas) Verkerk
- 2019-heden Drs. C.E.M. (Carl-Eric) Rasch

## Genealogische en heraldische collecties
De verzamelingen van het genootschap omvatten boeken, tijdschriften, handschriften, zegelafdrukken, wapenafbeeldingen, familie- en andere archieven. De verzameling wasafdrukken, lakafdrukken, wapenboeken en afbeeldingen van wapens is de grootste van Nederland. De verzamelingen en bibliotheek van het genootschap zijn in beheer bij het Centraal Bureau voor Genealogie.

## Uitgaven
Het tijdschrift De Nederlandsche Leeuw is het langst bestaande genealogische en heraldische tijdschrift van Nederland. Het tijdschrift kenmerkt zich door genealogiebeoefening waarbij individuele personen in breder maatschappelijk perspectief worden geplaatst. Naast genealogieën neemt het tijdschrift van oudsher ook artikelen op over verwante onderwerpen, zoals over de Nederlandse adelspolitiek en de overheidsheraldiek. 
Naast 'De Leeuw' geeft het Genootschap Werken en Publicaties uit. De reeks Werken bevat monografieën op genealogisch, heraldisch en aanverwant gebied; de Publicaties zijn kleinere uitgaven over dezelfde onderwerpen. Regelmatig verschijnt Nederlandse genealogieën, waarin genealogieën, stamreeksen en kwartierstaten worden gepubliceerd. De genealogieën zijn meestal tot de huidige tijd uitgewerkt. De reeks vormt een aanvulling op het Nederland's Adelsboek en het Nederland's Patriciaat. Nederlandse genealogieën is een voortzetting van het Bijblad van de Nederlandsche Leeuw dat voor het eerst in 1950 verscheen.
Bij het 75-jarig bestaan in 1958 werd een tentoonstelling ingericht in het Prinsenhof onder de titel De Nederlandsche Leeuw, die geopend werd op 21 juni 1958 door staatssecretaris mr. René Höppener. Er werd ook een gedenkpenning geslagen. Tot slot verscheen het Kwartierstatenboek waarvan tijdens een jubileumvergadering van het genootschap op 12 juli 1958 door de voorzitter van de samenstellende commissie, Leonard de Gou, het eerste exemplaar werd overhandigd aan de voorzitter van het genootschap, Dirk Petrus Marius Graswinckel. Bij het 100-jarig bestaan in 1983 en bij het 110-jarig bestaan in 1993 verscheen opnieuw zo'n kwartierstatenboek.